# Experimento CLOUD

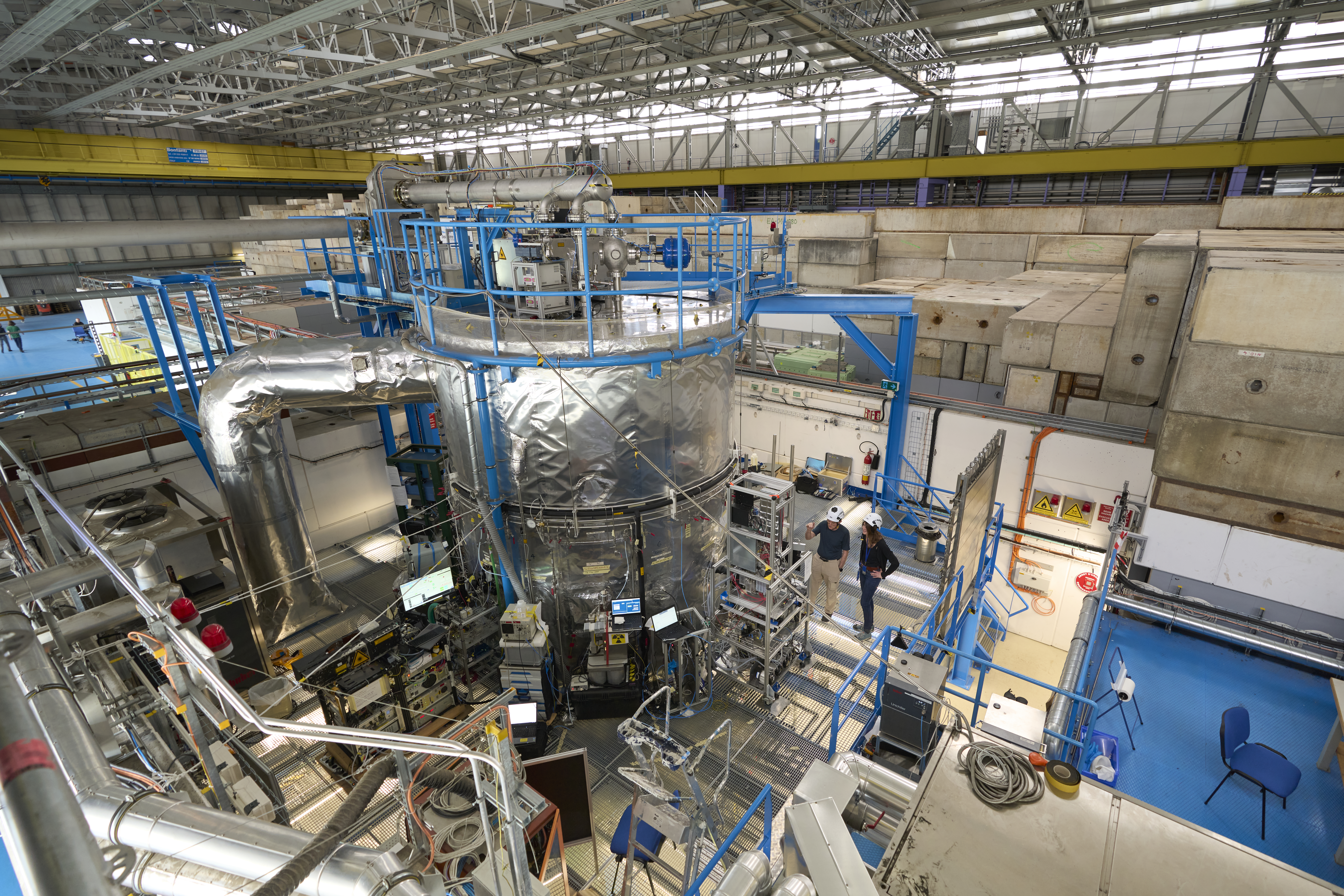
O experimento CLOUD no CERN

O experimento CLOUD (Cosmics Leaving Outdoor Droplets) é conduzido no CERN por um grupo de pesquisadores liderados por Jasper Kirkby [en] para investigar a microfísica entre os raios cósmicos galácticos (RCGs) e os aerossóis em condições controladas. Trata-se de um experimento de alvo fixo [en] que começou a operar em novembro de 2009, embora tenha sido proposto originalmente em 2000.
O objetivo principal é entender a influência dos raios cósmicos galácticos (RCGs) sobre os aerossóis e nuvens, e suas implicações para o clima. Embora seu design seja otimizado para abordar a possibilidade de raios cósmicos nucleando partículas de nuvem (como proposto, por exemplo, por Henrik Svensmark e colegas), o CLOUD também permite medir a nucleação e o crescimento de aerossóis em condições laboratoriais controladas. Os aerossóis atmosféricos e seu efeito sobre as nuvens são reconhecidos pelo IPCC como a principal fonte de incerteza no forçamento radiativo atual e nos modelos climáticos, já que um aumento na cobertura de nuvens reduz o aquecimento global.

## Configuração

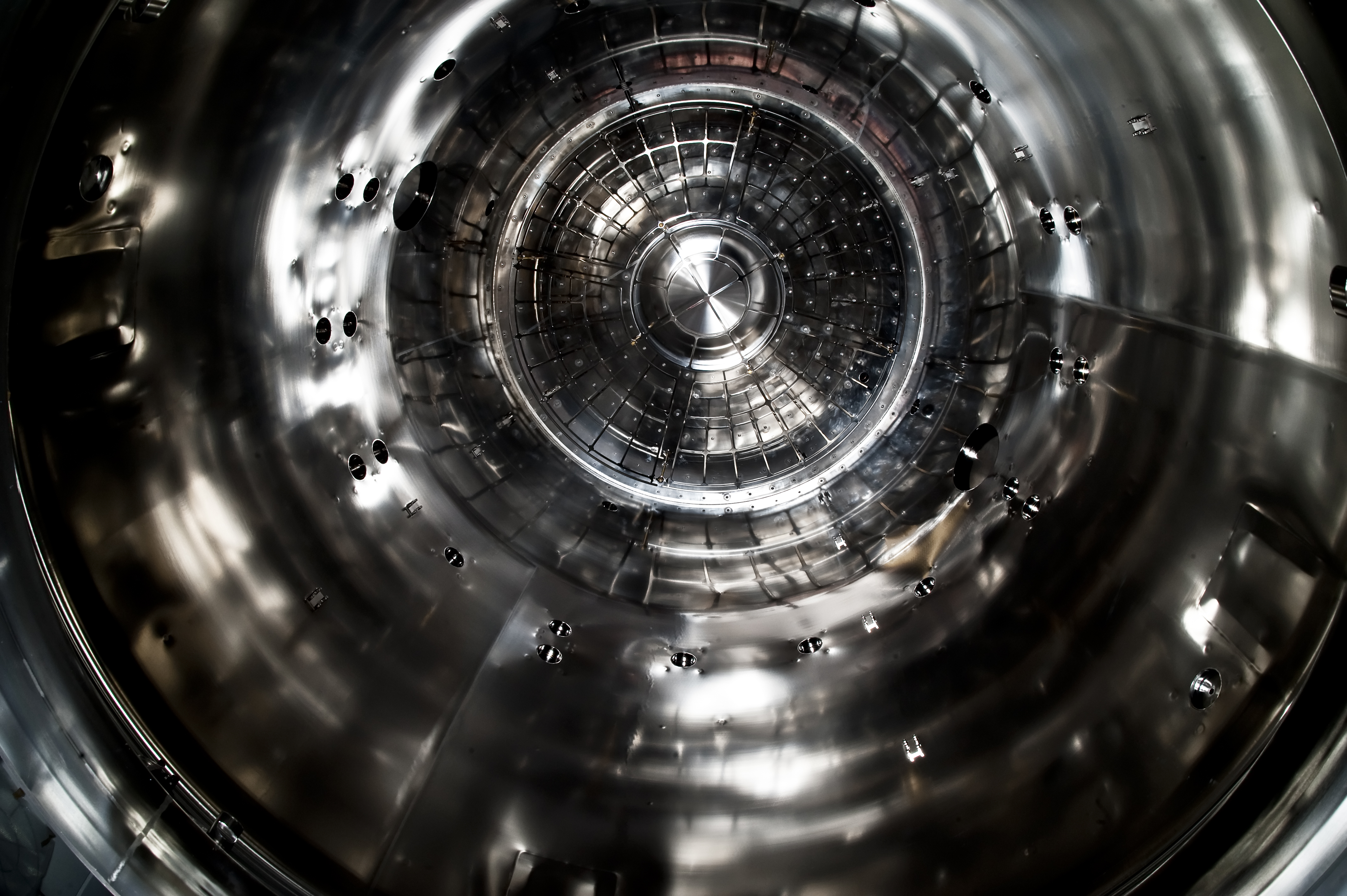
Vista do interior da câmara do experimento CLOUD

O núcleo do experimento é uma câmara de aço inoxidável de 26 m³ de volume, preenchida com ar sintético feito a partir de nitrogênio líquido e oxigênio líquido. A atmosfera e a pressão da câmara são medidas e reguladas por vários instrumentos. A câmara de aerossóis pode ser exposta a um feixe de partículas ajustável que simula RCGs em várias altitudes ou latitudes. A iluminação UV permite reações fotolíticas [en]. A câmara contém uma gaiola de campo elétrico para controlar o desvio de pequenos íons e aerossóis carregados. A ionização produzida pelos raios cósmicos pode ser removida com um campo elétrico forte. Além disso, a umidade e a temperatura dentro da câmara podem ser reguladas, permitindo uma rápida expansão adiabática para nuvens artificiais (comparar com câmara de nuvens) ou experimentos sobre microfísica do gelo. De acordo com Kirkby:
"o nível de limpeza e controle em um experimento de laboratório está no limite da tecnologia atual, e o know-how do CERN foi crucial para o CLOUD ser o primeiro experimento a alcançar esse desempenho".

## Resultados
O CERN publicou um relatório de progresso em 2009 sobre o projeto CLOUD. J. Kirkby (2009) revisa os desenvolvimentos no projeto CLOUD do CERN e os testes planejados. Ele descreve mecanismos de nucleação de nuvens que parecem energeticamente favoráveis e dependem dos GCRs.

Em 24 de agosto de 2011, uma pesquisa preliminar publicada na revista Nature mostrou que havia uma conexão entre Raios Cósmicos e a nucleação de aerossóis. Kirkby afirmou no comunicado de imprensa definitivo do CERN:
"O aumento por íons é particularmente pronunciado nas temperaturas frias da média troposfera e acima, onde o CLOUD descobriu que ácido sulfúrico e vapor d'água podem nuclear sem a necessidade de vapores adicionais."

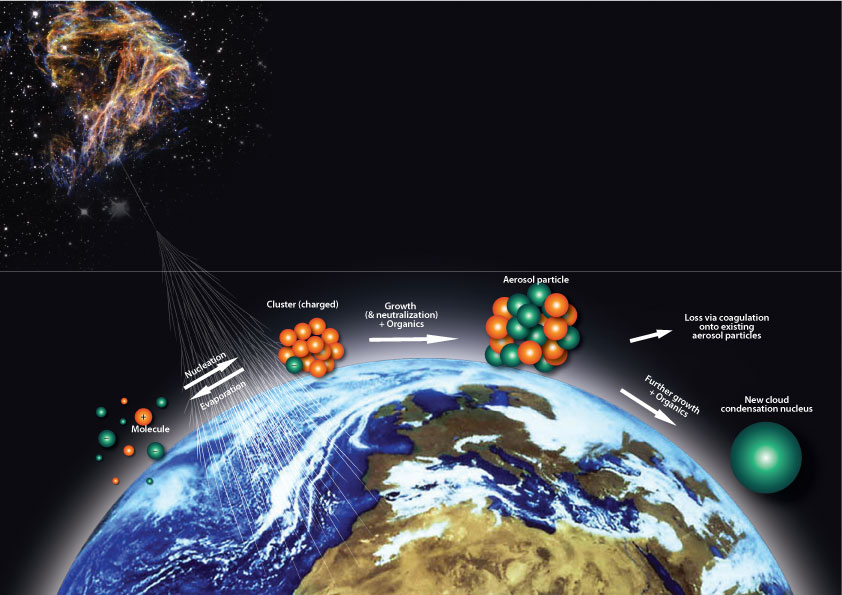
Processo de produção de novas partículas de aerossol

Os primeiros experimentos do CLOUD mostraram que o ácido sulfúrico (derivado do dióxido de enxofre, cuja principal fonte são os combustíveis fósseis) tem um efeito muito menor do que se supunha. Em 2014, pesquisadores do CLOUD apresentaram novos resultados experimentais mostrando uma interação entre vapores biogênicos oxidados (por exemplo, alfa-pineno emitido pelas árvores) e ácido sulfúrico. Íons produzidos na atmosfera por raios cósmicos galácticos aumentam significativamente a taxa de formação dessas partículas, desde que as concentrações de ácido sulfúrico e vapores orgânicos oxidados sejam bastante baixas. Esse novo processo pode explicar as variações sazonais nas partículas de aerossol atmosférico, que estão sendo relacionadas ao aumento das emissões globais de árvores no verão do hemisfério norte.

Além dos vapores biogênicos produzidos pelas plantas, outra classe de vapores em traços, as aminas, foram mostradas pelo CLOUD formando aglomerados com ácido sulfúrico para produzir novas partículas de aerossol na atmosfera. Elas são encontradas próximas às suas fontes primárias, como a criação de animais, enquanto o alfa-pineno é geralmente encontrado sobre massas terrestres. Os experimentos mostram que o ácido sulfúrico e os vapores orgânicos oxidados em baixas concentrações reproduzem taxas de nucleação de partículas adequadas. O mecanismo de nucleação usado em modelos globais de aerossóis resulta em um ciclo sazonal de concentrações de partículas e formação de nuvens, impulsionado fotoquimicamente e biologicamente, em boa concordância com as observações. O CLOUD, até agora, permite explicar uma grande fração das sementes de nuvens na baixa atmosfera envolvendo ácido sulfúrico e aerossóis biogênicos. Os pesquisadores do CLOUD observam que os raios cósmicos têm pouca influência na formação de partículas de ácido sulfúrico-amina:
"A contribuição induzida por íons é geralmente pequena, refletindo a alta estabilidade dos aglomerados de ácido sulfúrico-dimetilamina e indicando que os raios cósmicos galácticos exercem apenas uma pequena influência sobre sua formação, exceto em baixas taxas gerais de formação."
Esse resultado não apoia a hipótese de que os raios cósmicos afetam significativamente o clima, embora um comunicado de imprensa do CERN afirme que isso também não "descarta um papel para a radiação cósmica" no clima.
Foram apresentados os principais resultados de 10 anos de experimentos realizados no experimento CLOUD, no CERN. Eles estudaram em detalhes os mecanismos físico-químicos e a cinética da formação de aerossóis. O processo de nucleação de gotas de água/microcristais de gelo a partir do vapor d'água, reproduzido no experimento CLOUD e também observado diretamente na atmosfera terrestre, não envolve apenas a formação de íons devido aos raios cósmicos, mas também uma série de reações químicas complexas com ácido sulfúrico, amônia e compostos orgânicos emitidos no ar por atividades humanas e por organismos que vivem em terra ou nos oceanos (plâncton). Embora eles observem que uma fração dos núcleos de nuvens é efetivamente produzida por ionização devido à interação dos raios cósmicos com os constituintes da atmosfera terrestre, esse processo é insuficiente para atribuir todas as modificações climáticas atuais às flutuações da intensidade dos raios cósmicos, moduladas por mudanças na atividade solar e na magnetosfera da Terra.

## Referencias
1. 1 2  CLOUD official website
2. ↑  CLOUD experiment provides unprecedented insight into cloud formation, CERN
3. ↑  The Cloud Collaboration (16 de abril de 2001). «A study of the link between cosmic rays and clouds with a cloud chamber at the CERN PS». arXiv:physics/0104048
4. ↑  Svensmark, Henrik; Friis-Christensen, Eigil (1 de julho de 1997). «Variation of cosmic ray flux and global cloud coverage—a missing link in solar-climate relationships». Journal of Atmospheric and Solar-Terrestrial Physics (em inglês). 59 (11): 1225–1232. Bibcode:1997JASTP..59.1225S. ISSN 1364-6826. doi:10.1016/S1364-6826(97)00001-1
5. 1 2  «CERN experiment sheds new light on cloud formation | CERN». home.cern. Dan Noyes. 16 de Maio de 2014. Consultado em 2 de dezembro de 2015
6. ↑  2009 Progress report on PS215/CLOUD Kirkby, Jasper, The CLOUD Collaboration, CERN, Geneva, SPS and PS Experiments Committee, CERN-SPSC-2010-013, April 7, 2010
7. ↑  Cosmic Rays and Climate Video Jasper Kirkby, CERN Colloquium, 4 June 2009
8. ↑  Cosmic Rays and Climate Presentation Jasper Kirkby, CERN Colloquium, 4 June 2009
9. ↑  Kirkby, Jasper; Curtius, Joachim; Almeida, João; Dunne, Eimear; Duplissy, Jonathan; Ehrhart, Sebastian; Franchin, Alessandro; Gagné, Stéphanie; Ickes, Luisa; Kürten, Andreas; Kupc, Agnieszka; Metzger, Axel; Riccobono, Francesco; Rondo, Linda; Schobesberger, Siegfried; Tsagkogeorgas, Georgios; Wimmer, Daniela; Amorim, Antonio; Bianchi, Federico; Breitenlechner, Martin; David, André; Dommen, Josef; Downard, Andrew; Ehn, Mikael; Flagan, Richard C.; Haider, Stefan; Hansel, Armin; Hauser, Daniel; Jud, Werner; Junninen, Heikki; Kreissl, Fabian; Kvashin, Alexander; Laaksonen, Ari; Lehtipalo, Katrianne; Lima, Jorge; Lovejoy, Edward R.; Makhmutov, Vladimir; Mathot, Serge; Mikkilä, Jyri; Minginette, Pierre; Mogo, Sandra; Nieminen, Tuomo; Onnela, Antti; Pereira, Paulo; Petäjä, Tuukka; Schnitzhofer, Ralf; Seinfeld, John H.; Sipilä, Mikko; Stozhkov, Yuri; Stratmann, Frank; Tomé, Antonio; Vanhanen, Joonas; Viisanen, Yrjo; Vrtala, Aron; Wagner, Paul E.; Walther, Hansueli; Weingartner, Ernest; Wex, Heike; Winkler, Paul M.; Carslaw, Kenneth S.; Worsnop, Douglas R.; Baltensperger, Urs; Kulmala, Markku (25 de agosto de 2011). «Role of sulphuric acid, ammonia and galactic cosmic rays in atmospheric aerosol nucleation» (PDF). Nature. 476 (7361): 429–433. Bibcode:2011Natur.476..429K. ISSN 0028-0836. PMID 21866156. doi:10.1038/nature10343
10. ↑  Riccobono, Francesco; Schobesberger, Siegfried; Scott, Catherine E.; Dommen, Josef; Ortega, Ismael K.; Rondo, Linda; Almeida, João; Amorim, Antonio; Bianchi, Federico (16 de maio de 2014). «Oxidation products of biogenic emissions contribute to nucleation of atmospheric particles». Science (em inglês). 344 (6185): 717–721. Bibcode:2014Sci...344..717R. ISSN 0036-8075. PMID 24833386. doi:10.1126/science.1243527
11. ↑  Almeida et al. (2013) Molecular understanding of sulphuric acid–amine particle nucleation in the atmosphere. Nature, 502:359-363. At http://www.readcube.com/articles/10.1038/nature12663
12. ↑  «CERN's CLOUD experiment shines new light on climate change». 18 de Julho de 2024
13. ↑  Dunne, E. M.; Gordon, H.; Kurten, A.; Almeida, J.; Duplissy, J.; Williamson, C.; Ortega, I. K.; Pringle, K. J.; Adamov, A.; Baltensperger, U.; Barmet, P.; Benduhn, F.; Bianchi, F.; Breitenlechner, M.; Clarke, A.; Curtius, J.; Dommen, J.; Donahue, N. M.; Ehrhart, S.; Flagan, R. C.; Franchin, A.; Guida, R.; Hakala, J.; Hansel, A.; Heinritzi, M.; Jokinen, T.; Kangasluoma, J.; Kirkby, J.; Kulmala, M.; Kupc, A.; Lawler, M. J.; Lehtipalo, K.; Makhmutov, V.; Mann, G.; Mathot, S.; Merikanto, J.; Miettinen, P.; Nenes, A.; Onnela, A.; Rap, A.; Reddington, C. L. S.; Riccobono, F.; Richards, N. A. D.; Rissanen, M. P.; Rondo, L.; Sarnela, N.; Schobesberger, S.; Sengupta, K.; Simon, M.; Sipila, M.; Smith, J. N.; Stozkhov, Y.; Tome, A.; Trostl, J.; Wagner, P. E.; Wimmer, D.; Winkler, P. M.; Worsnop, D. R.; Carslaw, K. S. (2 de dezembro de 2016). «Global atmospheric particle formation from CERN CLOUD measurements» (PDF). Science. 354 (6316): 1119–1124. Bibcode:2016Sci...354.1119D. ISSN 0036-8075. PMID 27789796. doi:10.1126/science.aaf2649